# Henry Petty-Fitzmaurice, 5:e markis av Lansdowne

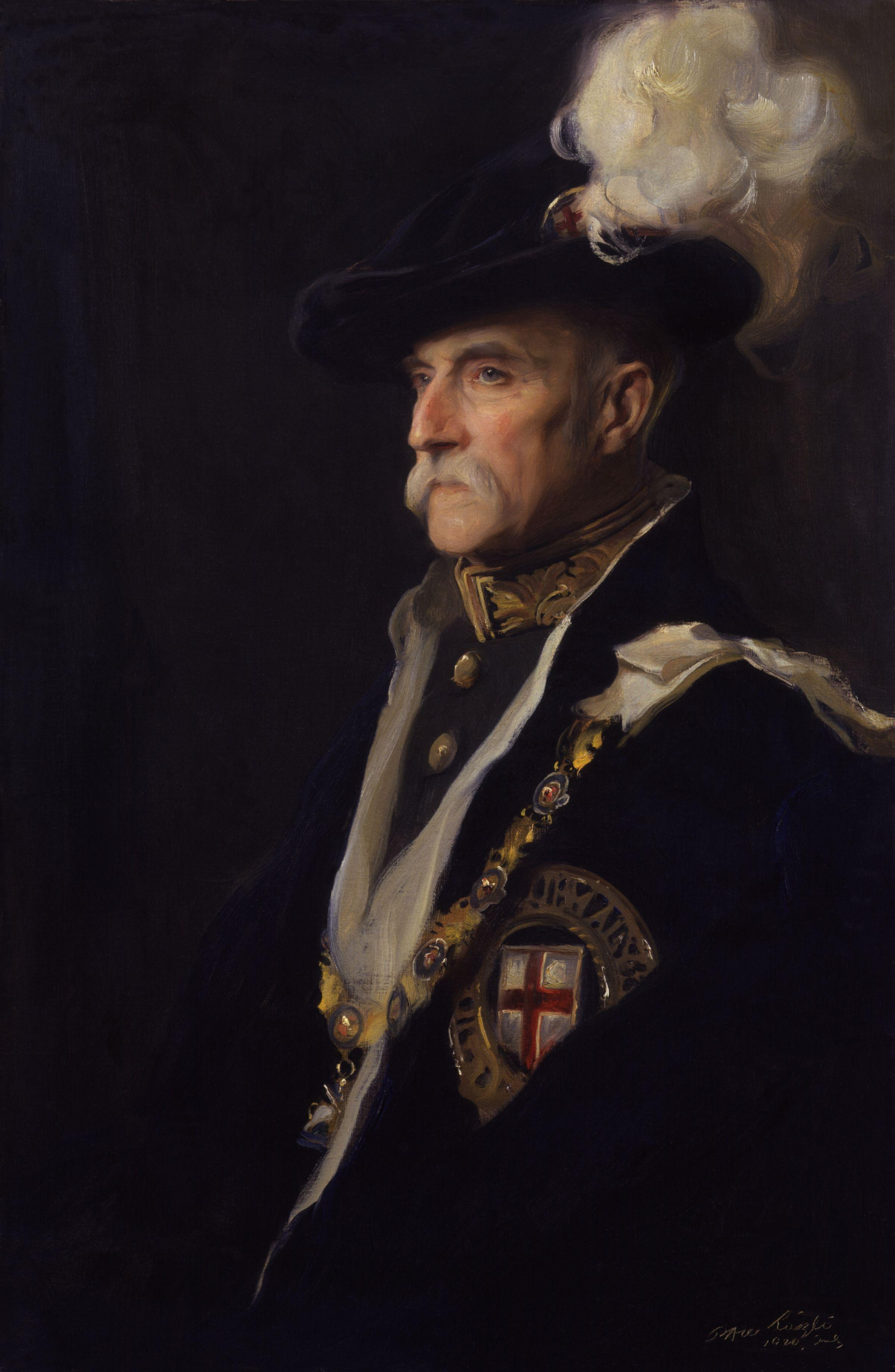
Markisen av Lansdowne som riddare av Strumpebandsorden, porträtt av Philip László.

Henry Charles Keith Petty-Fitzmaurice, 5:e markis av Lansdowne, född 14 januari 1845 i London, död 3 juni 1927 i Clonmel i County Tipperary, var en brittisk statsman och irländsk aristokrat.

## Biografi
Henry Petty-Fitzmaurice var son till Henry Petty-Fitzmaurice, 4:e markis av Lansdowne och sonsonsson till premiärministern William Petty, 2:e earl av Shelburne.
Efter att ha studerat vid Eton och Oxford ärvde han 1866 sin fars titel och stora egendomar med tillhörande förmögenhet vid 21 års ålder. Han efterträdde 1866 sin far i peersvärdigheten och anslöt sig i enlighet med familjens tradition till det liberala partiet. 
Han var 1869–1872 skattkammarlord och 1872–1874 understatssekreterare för krigsärenden i Gladstones första ministär, blev i april 1880 understatssekreterare för Indien i Gladstones andra ministär, men avgick redan i juli samma år till följd av missnöje med regeringens irländska politik samt lämnade till följd av home-rulefrågan så småningom helt och hållet det liberala partiet.
Åren 1883–1888 var Fitzmaurice generalguvernör över Kanada och 1888–1893 vicekung över Indien samt visade på båda dessa poster stor diplomatisk och administrativ skicklighet. Som generalguvernör i Kanada medverkade han till en fredlig lösning av en fiskekonflikt med USA. 
År 1895 inträdde han tillsammans med de andra ledande liberalunionisterna (Chamberlain, Devonshire, Selborne med flera) i Salisburys tredje ministär, där han var krigsminister till ministärens rekonstruktion i november 1900, då han blev utrikesminister, på vilken post han kvarstod även i ministären Balfour till dennas fall i december 1905. Som krigsminister fick han bära sin dryga del av ansvaret och kritiken för det otillfredsställande skick som armén befann sig i vid boerkrigets utbrott 1899, men han fick desto större erkännande för sin verksamhet som utrikesminister.
Avslutandet av den brittisk-japanska alliansen (30 januari 1902) och dess förnyande i utvidgad form (12 augusti 1905) samt den brittisk-franska överenskommelsen av 8 april 1904 jämte därmed sammanhängande "hjärtliga samförstånd" (fr. entente cordiale) mellan Storbritannien och Frankrike var de förnämsta resultaten av hans utrikespolitik. 
Efter unionisternas nederlag vid de allmänna valen i januari 1906 blev Fitzmaurice oppositionens ledare i överhuset och medverkade därvid bl.a. till avvisandet av det liberala skollagsförslaget (december 1906) och av det skotska jordlagsförslaget (augusti 1907). Hans personliga inflytande inom överhuset var synnerligen stort. Han kvarstod som oppositionsledare i överhuset till 1916.
1915 fick han en post i Herbert Henry Asquiths krigstida koalitionsregering som minister utan portfölj. Han kom dock inte att ingå i David Lloyd Georges regering när den bildades året därpå.

## Familj
Henry Petty-Fitzmaurice gifte sig 1869 i Westminster Abbey med lady Maud Hamilton (1850–1932), dotter till James Hamilton, 1:e hertig av Abercorn.

### Barn
- Lady Evelyn Petty-Fitzmaurice (1870–1960), gift med Victor Cavendish, 9:e hertig av Devonshire
- Henry Petty-Fitzmaurice, 6:e markis av Lansdowne (1872–1936)
- Lord Charles George Petty-Fitzmaurice (1874–1914) omkom i 1:a världskriget
- Lady Beatrix Frances Petty-Fitzmaurice (1877–1953), gift med Henry Beresford, 6:e markis av Waterford